# تانامبوگو
تانامبوگو (به لاتین: Tanambogo) یک جزیره در جزایر سلیمان است که در استان مرکزی (جزایر سلیمان) واقع شده‌است.